# GBU-28 Penetrator
GBU-28 Penetrator er en 2.500 kilogram præcisionsbombe der styres mod målet ved hjælp af laser. Selve bomben er lavet af et kanonløb på 2.320 kg der er påmonteret halefinner og en næse med den nødvendige teknik til laserstyring (et opgraderingssæt (GBU-27 LGB kit) til at gøre 'dumme' bomber styrbare). GBU-28 indeholder 315 kg højeksplosiver, er 14,5 tommer i diameter og næsten 19 fod lang. Bomben kastes fra kampfly som F-15E Strike Eagle. Bomben tilhører gruppen EPW (Earth Penetrating Weapons), og er udstyret med et hårdt "hoved", som er designet til at gennembryde betonbygninger som underjordiske bunkere. Våbnet blev udviklet under Golfkrigen i 1991 med ovenstående formål for øje. 
Samme bombe, men med GPS-styring er produceret under betegnelsen GBU-37.